# Rue du Mont-Aigoual
La rue du Mont-Aigoual est une voie du 15e arrondissement de Paris, en France.

## Situation et accès
La rue du Mont-Aigoual est une voie  située dans le 15e arrondissement de Paris. Elle débute au 12, rue Cauchy et se termine au 13, rue de la Montagne-de-l'Espérou.

## Origine du nom

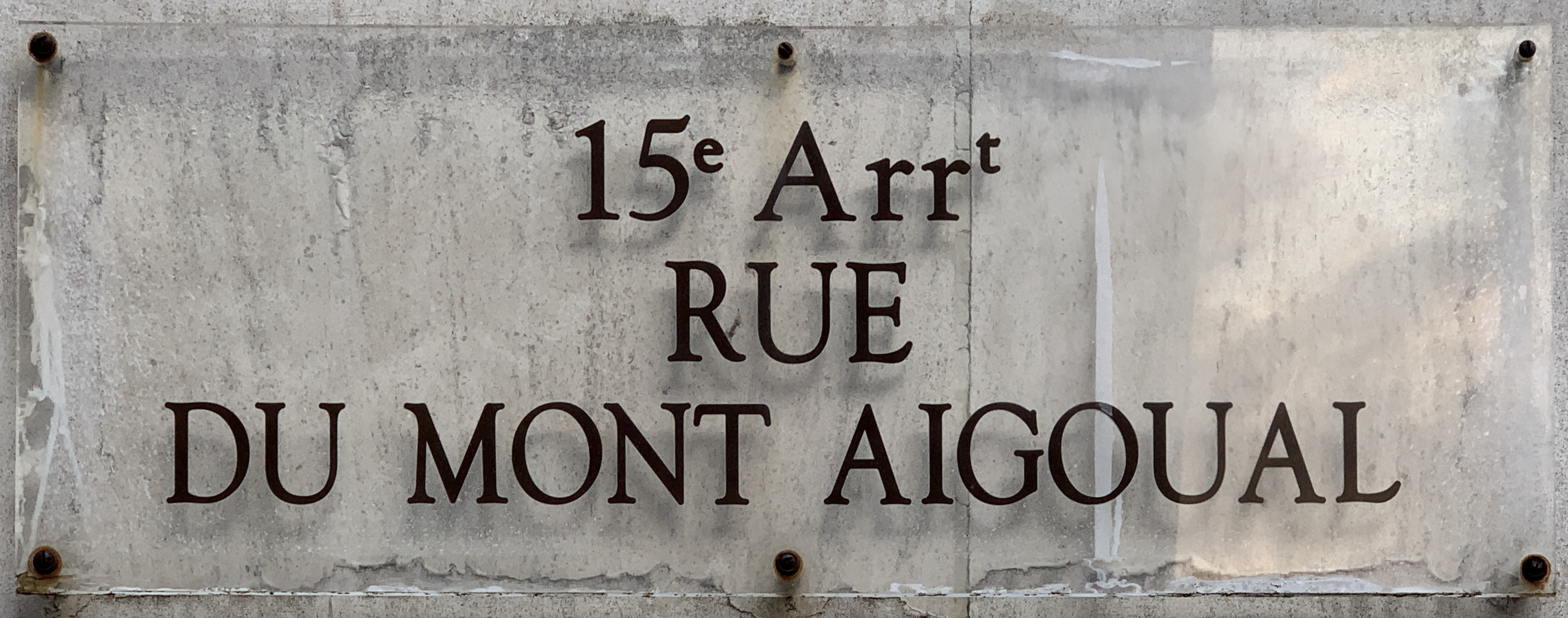
Plaque de la rue.

Elle porte le nom du mont Aigoual, un massif des Cévennes situé entre le Gard et la Lozère.

## Historique
La voie est créée dans le cadre de l'aménagement de la ZAC Citroën-Cévennes sous le nom provisoire de « voie BD/15 » et prend sa dénomination actuelle le 10 avril 1989. 